# Anolis mirus
Espèce
Synonymes
- Dactyloa mirus (Williams, 1963)

Anolis mirus est une espèce de sauriens de la famille des Dactyloidae. 

## Répartition
Cette espèce est endémique du Sud-Ouest de la Colombie. Elle se rencontre dans le bassin du Río San Juan.

## Publication originale
- Williams, 1963 : Studies on South American anoles. Description of Anolis mirus, new species from Rio San Juan, Colombia, with comment on digital dilation and dewlap as generic and specific characters in the anoles. Bulletin of The Museum of Comparative Zoology, no 129, p. 463-480 (texte intégral).